# 中西聖
中西 聖（なかにし せい、1977年2月8日 - ）は、日本の実業家。プロパティエージェント株式会社創業者・代表取締役社長。

## 人物・来歴
高知県高知市出身。高校中退後、大工になる。1992年西砂建設に入社し施工管理を学ぶ。1997年デベロッパーの大芳計画に入社。1998年不動産投資会社のヴェルシステムズに入社。
2004年プロパティエージェント設立。同社代表取締役社長として、東京都区部及び横浜市に特化した投資用マンションの開発を進めた。
2012年大連理工大学研修プログラム修了。2013年城西大学大学院経営学研究科イノベーション専攻修了、修士（経営学）。2015年明治大学大学院グローバルビジネス研究科修了、経営管理修士（専門職）。
不動産テック事業などを展開し、2018年にはプロパティエージェントの東京証券取引所市場第1部上場を果たした。2021年高知イノベーションベースを設立し、委員長に就任。
2022年現在、東京大学大学院工学系研究科博士後期課程（先端学際工学専攻）にて、顔認証ID プラットフォームの暗号化処理技術の研究にも従事。

## 親族
父は工務店の経営者。妻は元フリーアナウンサーの山本モナ。